# 鄭浩千
鄭浩千（英語：Cheng Haw-Chien，1948年5月4日—）是一位馬來西亞籍華裔畫家。

## 生平
本名慶龍，1948年生於馬來西亞檳城，早年留學港台。英國牛津聖喬治大學美術史博士。曾師事竺摩长老、吳公虎、趙少昂、梁寒操、劉太希、易君左、張壽平等，轉益多師。曾任馬來西亞中央藝術學院院長暨研究院院長。現任中國人民大學藝術學院客座教授、寧波大學客座教授、常熟理工大學特聘教授、邯鄲學院客座教授、寧波美術館終身顧問。
一九六九年在檳城舉行個人畫展,曾作環球之旅,於亞洲、歐洲、美洲、南美洲,俄羅斯舉行個人畫展達一百三十餘次。一九七六年曾受邀在倫敦國際藝術中心舉行個人畫展。作品也曾在國立歷史博物館及北京故宮博物館展出。
一九九四年，受中國美術家協會等邀請，在北京中國美術館舉行個人畫展；之後於遼寧博物館、溫州博物館、中國印學博物館、常熟美術館、福建省美術館、珠海美術館、寧波美術館、武漢美術館、鄭州美術館、內蒙古美術館、南昌美術館、開平美術館、廈門美術館、合肥亞明藝術館、貴陽美術館、青島美術館、烏魯木齊美術館、東莞嶺南美術館、惠州博物館、俄羅斯國家濱海美術館等舉行個人畫展。作品亦為上述館院收藏。
二零一零年，馬來西亞國家美術館主辦[浩水千山--鄭浩千的藝術世界]詩書畫作品展,並出版《浩水千山--鄭浩千的藝術世界》。
二零一二年六月，大馬拉曼大學中華研究院出版【百家書法--鄭浩千聯文詩詞集】。

## 年表
- 1969年，於馬來西亞檳城舉辦首次個展。

- 1974年，於台灣省立博物館 （現為國立台灣博物館）舉行個展。

- 1976年，於倫敦國際藝術中心舉行個展。

- 1981年，始作環球之旅，足跡遍及非洲、歐、美、亞、澳、南北美、太平洋島國及西印度群島，進行美術考察、攝影、寫生，並於各大城市舉行個人畫展，至今140餘次。

- 1982年，於參加紐約藝術博覽會聯展。

- 1985年，應國立歷史博物館之邀，率馬來西亞藝術家訪問團至國家畫廊舉行畫展。

- 1989年，應邀參展北京故宮博物院〈亞洲書法聯展〉。

- 1994年，應中國對外文化交流協會、中國美術館、中國美術家協會、中國畫研究院、徐悲鴻紀念館、北京畫院等八大單位邀請在北京中國美術館辦個人畫展。同年擔任國際書法聯盟副會長、馬來西亞國際書法聯盟會會長、馬來西亞書畫總會會長、吉隆坡國際水墨畫研討會主席。

- 1995年，任吉隆坡大都會美術館館長，並應邀在遼寧博物館舉辦個人畫展 ，隨後到魯迅美術學院訪問講學。

- 1997年，任馬來西亞中央藝術研究院院長。

- 2006年3月，由温州书画院、温州博物馆等单位，在温州博物馆举行个人画展。

- 2008年3月，由常熟美术馆主辦〈浩水千山 – 鄭浩千書畫國際巡迴展〉[1]。9月，受聘為中國常熟理工學院藝術學院特聘教授。12月，於開平市美术馆與書法家夏振基書畫聯展[2]。

- 2009年2月，於由浙江寧波美術館舉辦【浩水千山——鄭浩千書畫國際巡迴展】。

- 2009年4月，於由河南鄭州美術館分館商都藝術館舉辦【浩水千山-鄭浩千書畫國際巡迴展】。

- 2009年10月，江西南昌美術館主辦《浩水千山-鄭浩千書畫國際巡迴展》。

- 2010年，馬來西亞國家美術館主辦【浩水千山--鄭浩千的藝術世界】詩書畫作品展，並出版《浩水千山-鄭浩千的藝術世界》。

- 2011年5月，安徽合肥市文聯與亞明藝術館主辦【浩水千山-鄭浩千-書畫國際巡迴展】。

- 2011年，山东青岛美术馆主辦【浩水千山-鄭浩千-書畫國際巡迴展】。

- 2012年5月，收邀於俄羅斯國立濱海美術館舉行個人畫展，作品為該館收藏。受邀代表馬來西亞藝術家參加八月在倫敦舉行的《奧運會國際藝術家作品展》,作品《長城萬里圖》為該機構收藏。

- 2012年10月，於由岭南画院、东莞市美术家协会主办的〈浩水千山——郑浩千书画国际巡回展〉。[3]

- 2013年，於吉隆坡由馬大中文系畢業生協會在『百威年大廳』舉办『天涯行腳墨痕新——鄭浩千畫展』[4]

- 2014年5月，於由河北美術館主辦『鄭浩千畫展』。

- 2014年6月，於由河北邯鄲市博物館主辦『鄭浩千畫展』。

- 2014年12月，於吉隆坡Pinkguy畫廊主為『鄭浩千畫展』。[5]

- 2015年，於吉隆坡Art Weme Contemporary Gallery唯美藝術畫廊主辦《鄭浩千詩書畫展》。

- 2016年5月，於由惠州市文广新局主办、市博物馆承办、马来西亚惠州会馆联合总会协办的“浩水千山笔底收——郑浩千画展”

- 2016年7月，由福建省艺术品行协会，福建东南拍卖有限公司主办’集珍东南‘郑浩千绘画艺术展 。雅昌艺术网福建站，文化生活报协办。

- 2018年3月，於由寧波美術館第二次舉辦《浩水千山》郑浩千彩墨画展”

- 2018年8月，於由廣東惠州博物馆主辦第二次《浩水千山》鄭浩千2018彩墨畫作品展。

- 2018年11月，於由深圳美術館主辦《浩水千山》鄭浩千彩墨畫作品展。

- 2019年6月，於由內蒙古美術館主办的《浩水千山》鄭浩千彩墨畫國際巡迴展。

- 2019年8月，於由浙江紹興柯橋美術館承辦“浩水千山——鄭浩千彩墨畫作品展”。

- 2019年9月，由重慶美術館、深圳美術館主辦，惠州博物館、溫州美術館、深圳華僑聯合會、內蒙古美術館、寧波美術館協辦的《浩水千山 —— 鄭浩千彩墨作品展》於重慶美術館開幕展出。